# Калвия
Калвия̀ (на испански: Calviá) е град и община на остров Майорка, провинция Балеарски острови, Испания. Граничи с предградията на Палма, столица на испанската автономна област Балеарски острови. Населението на Калвия по данни по данни от 1 януари 2017 г. е 49 063 жители.
Областта около града включва много от основните туристически забележителности на Майорка, като Магалуф, Санта Понса, Ел Торо, Палма Нова и други. Има 14 плажа и 4 спортни пристанища. Непосредствената близост на Палма, позволява центъра на града да бъде достигнат за по-малко от 15 минути, ако се движите по главен път. С големия по размери туризъм, възлизащ на 1,6 милиона посещения годишно, Калвия е една от най-богатите общини в Европа. Има също множество инвестиции в недвижимите имоти от Великобритания, Германия и Русия.
През 2004 г. в града се провежда шахматна олимпиада.